# École des hautes études en sciences de l’information et de la communication
Die École des hautes études en sciences de l’information et de la communication (kurz CELSA) ist eine französische Grande École, die sich auf Informations- und Kommunikationswissenschaften spezialisiert hat. Administrativ ist sie eine Abteilung der Fakultät für Geisteswissenschaften der Sorbonne Université, und ihre Räumlichkeiten befinden sich in Neuilly-sur-Seine.
Die 1957 gegründete Schule bereitet auf Berufe in den Bereichen Kommunikation, Marketing, Personalwesen und Medien vor. Sie ist außerdem eine der 14 von der Branche anerkannten französischen Journalistenschulen.

## Berühmte Absolventen
- Pierre-François Gaudry, ein französischer Dokumentarfilmproduzent
- Max Hofmann, ein deutscher Journalist und Moderator
- Delphine Horvilleur, eine französische Rabbinerin der Jüdisch-liberalen Bewegung Frankreichs
- Homayra Sellier, Präsidentin der Organisation Innocence in Danger
- William Irigoyen, frz. Journalist und Moderator bei ARTE